# توني راندال
توني راندال (بالإنجليزية: Tony Randall)‏ (26 فبراير 1920 - 17 مايو 2004) ممثل ومنتج ومخرج أمريكيون .

## روابط خارجية
- توني راندال على موقع IMDb (الإنجليزية)
- توني راندال على موقع الموسوعة البريطانية (الإنجليزية)
- توني راندال على موقع ألو سيني (الفرنسية)
- توني راندال على موقع ميوزك برينز (الإنجليزية)
- توني راندال على موقع تيرنر كلاسيك موفيز (الإنجليزية)
- توني راندال على موقع أول موفي (الإنجليزية)
- توني راندال على موقع قاعدة بيانات برودواي على الإنترنت (الإنجليزية)
- توني راندال على موقع قاعدة بيانات برودواي على الإنترنت (الإنجليزية)
- توني راندال على موقع قاعدة بيانات برودواي على الإنترنت (الإنجليزية)
- توني راندال على موقع قاعدة بيانات الأفلام السويدية (السويدية)
- توني راندال في قاعدة بيانات أقل من برودواي على الإنترنت
- Archive of American Television Interview with Tony Randall April 28, 1998
- Tony Randall papers, 1957-1981, held by the Billy Rose Theatre Division, New York Public Library for the Performing Arts
- توني راندال على موقع فايند أغريف